# Anneau local régulier
En mathématiques, les anneaux réguliers forment une classe d'anneaux très utile en géométrie algébrique. Ce sont des anneaux qui localement sont les plus proches possibles des anneaux de polynômes sur un corps.

## Définition
Soit {\displaystyle A} un anneau local noethérien d'idéal maximal {\displaystyle M}. Soit {\displaystyle (M/M^{2})^{*}} son espace tangent de Zariski qui est un espace vectoriel de dimension finie sur le corps résiduel {\displaystyle k=A/M}. Cette dimension est minorée par la dimension de Krull {\displaystyle \dim A} de l'anneau {\displaystyle A}. On dit que {\displaystyle A} est régulier s'il y a égalité entre ces deux dimensions :
{\displaystyle \dim _{k}(M/M^{2})=\dim A.}
Par le lemme de Nakayama, cela équivaut à dire que {\displaystyle M} est engendré par {\displaystyle d:=\dim A} éléments. Tout système de générateurs de {\displaystyle M} avec {\displaystyle d} éléments est alors appelé un système de paramètres régulier de {\displaystyle A}. 
Un anneau local qui n'est pas régulier est dit singulier. 
Théorème —  
Soit {\displaystyle A} un anneau local noethérien régulier. Alors pour tout idéal premier {\displaystyle p} de {\displaystyle A}, le localisé {\displaystyle A_{p}} (qui est un anneau local d'idéal maximal {\displaystyle pA_{p}}) est régulier.
On dit qu'un anneau commutatif unitaire noethérien {\displaystyle A} est régulier si pour tout idéal premier {\displaystyle p} de {\displaystyle A},  l'anneau local noethérien {\displaystyle A_{p}} est régulier.

## Exemples
- Tout anneau principal est régulier. En effet la localisation d'un tel anneau en un idéal premier est soit un corps (si l'idéal premier est 0), soit un anneau local principal, auquel cas la dimension de l'anneau et la dimension de l'espace tangent valent 1 tous les deux.
- Si A est intègre de dimension 1, alors A est régulier si et seulement s'il est intégralement clos (c.-à-d. tout élément du corps des fractions de A entier sur A appartient nécessairement à A). Donc c'est équivalent à ce que A soit de Dedekind.
- Un anneau de séries formelles k[[T1, … , Tn]] à coefficients dans un corps k est régulier.
- Le critère Jacobien fournit des localisations régulières des algèbres de type fini sur un corps.

## Critères de régularité
Soit {\displaystyle A}  un anneau local noethérien régulier. 
- Soit {\displaystyle I} un idéal propre de {\displaystyle A}. Alors {\displaystyle A/I} est régulier si et seulement si {\displaystyle I} est engendré par une partie d'un système de paramètres régulier de {\displaystyle A}.
- L'anneau de polynômes à {\displaystyle n} variables à coefficients dans un corps est régulier. Plus généralement, l'anneau de polynômes {\displaystyle A[T_{1},\ldots ,T_{n}]} est régulier.
- Le complété formel (en) {\displaystyle {\hat {A}}} de {\displaystyle A} est un anneau local régulier.
- Si {\displaystyle A} est plat sur un sous-anneau local noethérien {\displaystyle B}, alors {\displaystyle B} est régulier.

## Propriétés des anneaux locaux réguliers
Soit {\displaystyle A} un anneau local régulier de dimension {\displaystyle d}. 
- {\displaystyle A} est factoriel, d'après le théorème d'Auslander-Buchsbaum.
- {\displaystyle A} est un anneau de Cohen-Macaulay.
- Soit {\displaystyle {\rm {Gr}}(A)=\oplus _{n\geq 0}M^{n}/M^{n+1}} la {\displaystyle k}-algèbre graduée associée à {\displaystyle M}. Alors {\displaystyle {\rm {Gr}}(A)} est isomorphe à {\displaystyle k[T_{1},\ldots ,T_{d}]} (graduée par le degré total).